# Ушастый лягушкорот
Ушастый лягушкорот (лат. Batrachostomus auritus) — вид птиц из семейства лягушкоротов.
Вид распространён в Юго-Восточной Азии. Встречается на юге Таиланда, в Малайзии, на Суматре и Калимантане, на островах Натуна и Лабуан. Обитает в тропических и субтропических низменных дождевых лесах.
Птица длиной до 42 см. Верхняя сторона тела каштановая или тёмно-коричневая с белыми пятнышками. Нижняя — бледно-коричневая. Клюв имеет щетинки у основания и огромное отверстие, похожее на лягушачий рот.
Активный ночью. Питается насекомыми и мелкими беспозвоночными. Гнездо строит в развилке ветвей. В кладке одно белое яйцо, которое насиживается самцом днём и самкой ночью.